# Палванкули-курчи
Палванкули курчи, — посол эмира Шахмурада - правителя Бухарского эмирата в России.

## Посольство
Бухарские посольства отправлялись в Россию в 1717, 1734, 1735, 1736, 1739, 1740, 1743 и 1763, 1774, 1779 годах.
В 1797 году посольство Палванкули курчи было направлено в Россию эмиром Шахмурадом для решения задач, относящихся к сфере международной политики того времени. Дело в том, что на южных границах Бухарского ханства возникла угроза военных действий со стороны Ирана, где к власти пришел глава племени каджар Ага-Мухаммед-хан, после похода в Грузию (1795 г.), объявивший себя шахом. Зная об интересах России на Кавказе, Шахмурад решил заручиться поддержкой России в возможном столкновении с Ираном и направил туда посольство.
3 мая 1797 года мулле Палванкули-курчи были вручены грамота Павла I и письмо канцлера А. А. Безбородко к эмиру. Был официальный отказ российского правительства на просьбы Шахмурада о военной помощи и совет поддерживать мир и дружбу между ханами.